# Keckiella cordifolia
Keckiella cordifolia là một loài thực vật có hoa trong họ Mã đề. Loài này được (Benth.) Straw mô tả khoa học đầu tiên năm 1967.

## Hình ảnh

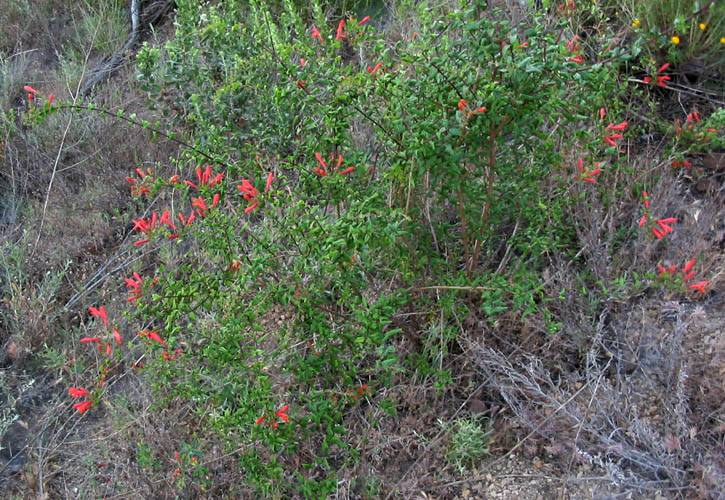